# Ромны (Амурская область)
Ро́мны — село в Амурской области, административный центр Ромненского муниципального округа.
Также являлось административным центром Ромненского сельсовета.

## История
Основано в 1907 году переселенцами из Роменского уезда Полтавской губернии.
16-20 декабря 1918 года в селе Ромны проходил 7-й съезд трудящихся Амурской области, на котором был создан Амурский областной исполком Советов рабочих, крестьянских и солдатских депутатов. Председателем исполкома избрали Степана Шилова.

## География
Расположено в 37 км к северо-востоку от железнодорожной станции Поздеевка (на линии Белогорск — Завитинск).
От федеральной трассы Чита — Хабаровск до села Ромны около 26 км гравийной дороги ( у села Знаменка).

## Население
| 1959  | 1970  | 1979  | 1989  | 2002  | 2010  | 2012  |
| ----- | ----- | ----- | ----- | ----- | ----- | ----- |
| 2050  | ↗2936 | ↗3623 | ↗4712 | ↘3549 | ↘3084 | ↘2987 |
| 2013  | 2014  | 2015  | 2016  | 2017  | 2018  | 2021  |
| ↘2958 | ↘2957 | ↘2935 | ↘2905 | ↘2887 | ↘2829 | ↘2685 |

По данным переписи 1926 года по Дальневосточному краю, в населённом пункте числилось 108 хозяйств и 547 жителей (277 мужчин и 270 женщин), из которых преобладающая национальность — украинцы (97 хозяйств).